# Bom Clima (Guarulhos)
Bom Clima é um bairro administrativo localizado no distrito-sede do município de Guarulhos, faz divisa com os bairros de Cocaia, Fátima, Macedo, Monte Carmelo, Paraventi e Vila Barros.
O bairro de Bom Clima é conhecido por abrigar o paço municipal de Guarulhos, além de outros prédios de diferentes secretarias da Prefeitura. Além deste, é o lar do Parque JB Maciel, do Ginásio Poliesportivo Paschoal Thomeu, do Hospital Bom Clima e o Hospital Municipal de Urgências (HMU).
Possuindo apenas 1 km² de área, em 2010, haviam 3.945 domicílios particulares e uma população total de 11.363 habitantes, com 5.551 se identificando como homens e 6.212 como mulheres.

## História
Entre 1960, Bom Clima era uma área rural pertencente à Fazenda Cocaia, com poucas casas, um armazém e uma mina d'água, que fornecia água para a região. Em 1976, o falecido prefeito Waldomiro Pompêo moveu o Paço Municipal da cidade para o bairro, tornando a antiga casa-sede da fazenda, chamada de 'Casa Branca', no novo gabinete do prefeito.

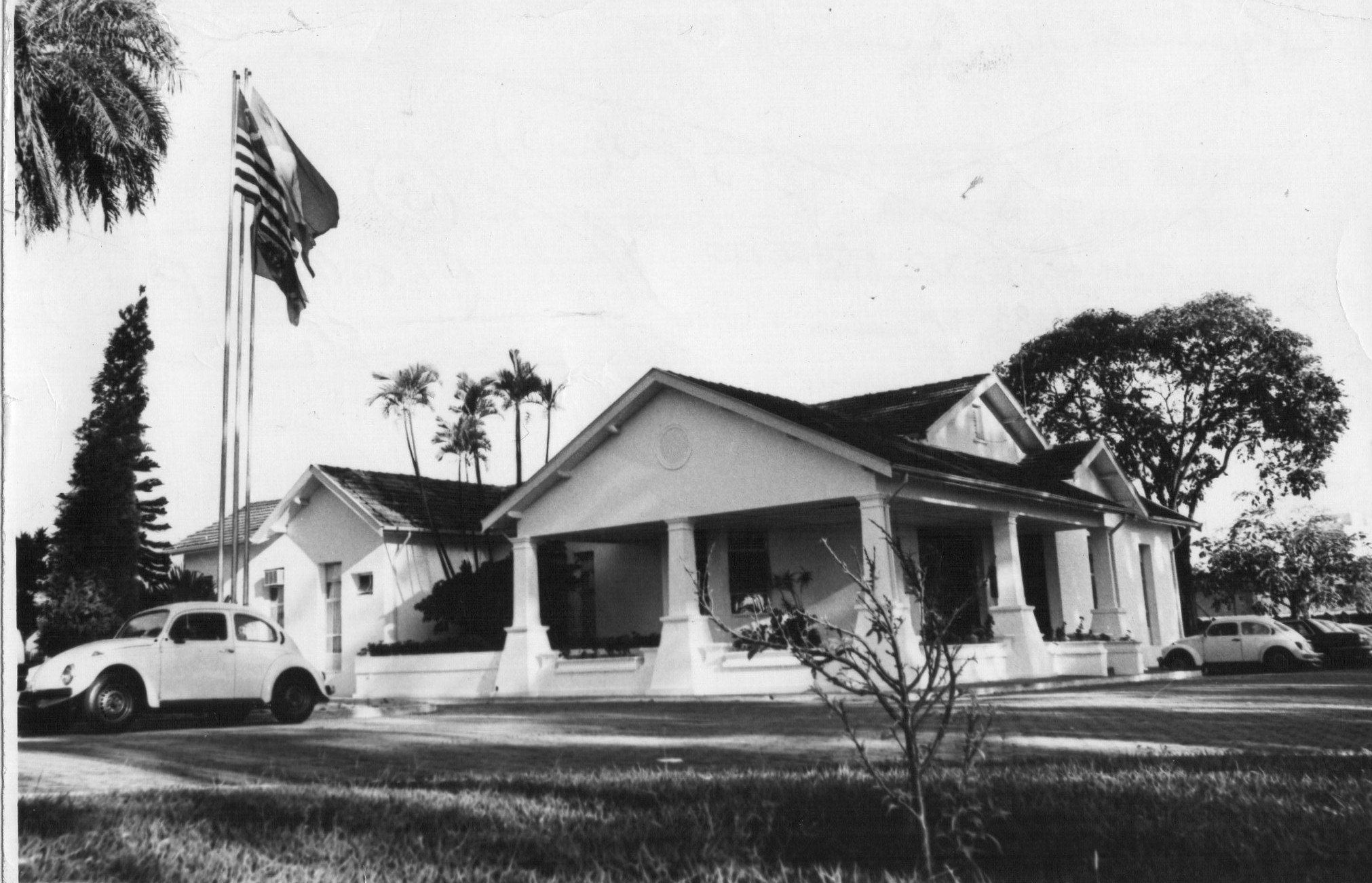
Paço Municipal de Guarulhos, em 1983.